# Педерсен, Вильгельм
Томас Вильгельм Педерсен (28 января 1820 в городе Кёге — 13 марта 1859 в Копенгагене) — датский художник. Был первым иллюстратором сказок Ханса Кристиана Андерсена.

## Биография
Вильгельм Педерсен родился 28 января 1820 года в Кёге. В 14-летнем возрасте стал кадетом военно-морской академии. В 18 лет был зачислен в королевский флот Дании, а в 1841 году получил ранг лейтенанта. В эти годы он заинтересовался рисованием и в 1843 году король Дании Кристиан VIII пожаловал ему четыре года оплачиваемого отпуска для обучения живописи. В результате, Педерсен поступил в Датскую академию изящных искусств под начало Вильхельма Марстрана.
В 1847 году он начал выставлять свои первые работы, но, спустя год, он вернулся на флот, в связи с началом датско-прусской войны. Во время боевых действий Педерсен принимает участие в битве при Эккернфёрде, которую он в дальнейшем изобразил на двух своих картинах. Был награжден орденом Данеборга. После войны решил остаться на военной службе, продолжая при этом заниматься живописью. В 1850 году Педерсен в ранге старшего лейтенанта был зачислен на корвет «Валькирия» (Valkyrien), а в 1851—1852 годах он, уже на бриге «Орел» (Ørnen), отправился в плавание к берегам Вест-Индии.
В 1856 году он получил должность заместителя капитана на корвете «Тор» (Thor), однако по причине заболевания туберкулезом был отправлен в Италию на лечение. В 1859 году Педерсен скоропостижно скончался от воспаления легких. Похоронен на кладбище Киркегард в Копенгагене

## Иллюстрации к сказкам Андерсена
Ранние сказки Ханса Кристиана Андерсена издавались без иллюстраций, но в 1849 году, в связи с ростом популярности, было опубликовано большое пятитомное издание сказок Андерсена, для которого Педерсен нарисовал 125 иллюстраций. Рисунки Педерсена оказались удачными; на сегодняшний день в Дании его иллюстрации считаются наиболее каноничными и распространенными.

## Личная жизнь
Имел двух сыновей, Торольфа (1858-1942) и Вигго (1854-1926), которые также были художниками.